# 裴俊
裴俊（越南语：／，1808年—1872年），字宅甫（越南语：／）。越南阮朝官員。

## 生平
裴俊是河內省應和府山明縣蛇梂總連拔社廚村（今屬河內市應和縣連拔社）人，嘉隆七年（1808年）出生。明命二十一年（1840年），參加河內場鄉試，考中舉人。紹治元年（1841年），考中進士。授壽春知府，轉考功員外郎。嗣德初年，補集賢院，充經筵起居注。累遷侍講學士，任山西按察使。隨後改任北寧按察使。後陞光祿寺卿，領北寧布政使。轉富安道宣撫使。嗣德十五年（1862年），再任北寧布政使，獲賜廉平勤幹紫金磬。後為兵部左參知。嗣德二十二年（1869年），改任北寧巡撫，代理寧太總督。嗣德二十五年（1872年），授寧太總督。當時裴俊以積勞成疾，請求放病假，未獲嗣德帝同意。不久裴俊死于任上，年六十五歲，贈太子少保。

## 家庭
裴俊有六子，長子裴儉（Bùi Kiệm，1836－1873）育有二子，其中長子裴有嚴（Bùi Hữu Nghiêm，1863－1925）於1894年和1897年兩次考中秀才。
次子裴集（1849－1895）襲廕，官至興化巡撫，保大年間司法部尚書裴鵬摶以及裴鵬奮、裴鵬順都是他的兒子。
幼子裴圍於成泰十二年（1900年）中舉。